# Университет Мюнстера
Университет Мюнстера (нем. Universität Münster), до сентября 2023 года Вестфальский университет имени Вильгельма (нем. Westfälische Wilhelms-Universität, сокр. WWU) — один из крупнейших университетов Германии. Расположен в Мюнстере. Основан 16 апреля 1780 года. Мюнстерский университет до сентября 2023 года носил имя кайзера Германии Вильгельма II. Обучение студентов проводится на 15 факультетах по 130 различным специальностям.
Под крылом университета работают 4 музея: археологический, геолого-палеонтологический, минералогический и музей Библии, а также Ботанический сад.

## История
Предшественником университета была иезуитская школа, основанная в 1588 году. В год основания в университете открылось четыре факультета: юридический, медицинский, философский и теологический. В 1805 году университет получил название «Прусский университет Вестфалии».

## Известные студенты
- Франц Иосиф Антони (1790—1837) — композитор.
- В 1930-х годах учился Карл Лейснер (1915—1945), римско-католический священник, блаженный, мученик католической церкви.
- В конце 1950-х годов в университете училась Ульрика Майнхоф — будущий лидер и теоретик леворадикальной организации Западной Германии «Фракция Красной Армии» (РАФ).
- Леманн, Йенс- известный немецкий футболист, вратарь.

## Известные преподаватели
- Адикес, Эрих (1866—1928) — философия.
- Кнопп, Вернер (1931—2019) — профессор права, ректор (1970-1974)
- Митцель, Норберт Вернер (род. 1966) - профессор неорганической и структурной химии.
- Кремер, Иоганн Пауль (1883—1965) — анатомия.
- Леонтович, Виктор Владимирович (1902—1959) — история.
- Ратцингер, Йозеф (папа Бенедикт XVI; 1927-2022) — профессор.
- Хёрен, Томас (р. 1961) — информационное и интернет-право
- Штрейтберг, Вильгельм (1864–1925) – лингвист.

В июле-сентябре 1999 года в университетской клинике Мюнстера проходила лечение от лейкемии, а затем скончалась Р. М. Горбачёва.